# Ghazni (provins)
Ghazni (pashto: غزني, persiska: غزنی) är en av Afghanistans 34 provinser. En stor del av befolkningen är hazarer. Provinshuvudstad är Ghazni.

## Administrativ indelning
Provinsen är indelad i 19 distrikt.
- Ab Band
- Ajristan
- Andar
- Deh Yak
- Gelan
- Ghazni
- Giro
- Jaghatu
- Jaghuri
- Khugyani
- Khwaja Umari
- Malistan
- Muqur
- Nawa
- Nawur
- Qara Bagh
- Rashidan
- Waghaz
- Zanakhan